# Anno II
Anno II (Altsteußlingen, c. 1010 — Colônia, 4 de dezembro de 1075) foi o arcebispo de Colônia de 1056 até sua morte. De 1063 a 1065 atuou como regente do Sacro Império Romano-Germânico para o jovem imperador Henrique IV. Anno é venerado como um santo da Igreja Católica.

## Biografia
Ele nasceu na família nobre dos Steusslingen em Altsteußlingen (perto de Ehingen) na Suábia, educado em Bamberg, onde posteriormente se tornou diretor da escola catedral. Em 1046 ele se tornou capelão do imperador saliano Henrique III, e o acompanhou em suas campanhas contra o rei André I da Hungria em 1051 e 1052. O imperador o nomeou arcediago da recém-construída Catedral de Goslar em 1054 e arcebispo de Colônia dois anos depois. Foi ordenado em 3 de março de 1056, na Catedral de Colônia. Devido à sua posição dominante na corte imperial, Anno conseguiu influenciar outras nomeações. O sobrinho de Anno, Burchard de Veltheim, foi feito bispo de Halberstadt em 1059, e em 1063, seu irmão, Werner, tornou-se arcebispo de Magdeburgo.
De acordo com fontes contemporâneas, Anno levou uma vida ascética e estava aberto a reformas. No entanto, ele era um adversário temível para qualquer um visto como uma ameaça aos interesses de sua arquidiocese. Seus planos de tomar o próspero mosteiro em Malmedy, desafiando a autoridade da abadia imperial de Stavelot-Malmedy, causaram muita controvérsia e acabaram fracassando. Por outro lado, fundou a abadia beneditina de Michaelsberg em Siegburg, modelada na abadia italiana de Fruttuaria, que logo evoluiu para um centro das Reformas cluníacas na Alemanha.
Após a morte do imperador Henrique III em 1056, o arcebispo teve um papel proeminente no governo do império durante a menoridade do herdeiro do trono de seis anos, Henrique IV. Ele foi o líder do grupo que em abril de 1062 sequestrou o jovem Henrique no Golpe de Kaiserswerth e privou sua mãe, a imperatriz Inês, do poder. Inês, inicialmente com o apoio do Papa Vítor II, instigou vários príncipes alemães contra seu governo, atribuindo feudos a supostos apoiadores e nomeando seu confidente, o bispo Henrique II de Augsburgo, regente. Depois de também ter assegurado as regalias imperiais para si mesmo, Anno por um curto período conseguiu exercer a autoridade principal no Império, mas logo foi obrigado a compartilhar isso com seus companheiros conspiradores, o arcebispo Adalberto de Bremen e o arcebispo Siguefrido de Mainz, mantendo para si a supervisão da educação de Henrique e o título de magíster, um grau acadêmico geralmente conferido nas artes liberais.
O cargo de arquichanceler do Imperial Reino Itálico era neste período considerado um apanágio do Arcebispado de Colônia, e esta foi provavelmente porque Anno teve uma participação considerável na resolução de uma disputa papal que se formava desde 1061: baseando-se em uma avaliação de seu sobrinho, o bispo Burchard de Halberstadt, ele declarou Alexandre II o papa legítimo em um sínodo realizado em Mântua em maio de 1064, e tomou outras medidas para garantir seu reconhecimento contra o candidato da imperatriz Inês, o antipapa Honório II. Retornando à Alemanha, no entanto, ele encontrou o poder principal nas mãos do arcebispo Adalberto de Bremen, e como ele não era apreciado pelo jovem imperador, Anno gradualmente perdeu terreno na corte imperial, embora tenha recuperado parte de sua antiga influência quando Adalberto caiu do poder em 1066. No mesmo ano conseguiu assegurar a sucessão de seu sobrinho, Conrado de Pfullingen, como Arcebispo de Trier. Em 1072, ele se tornou administrador imperial, portanto, o segundo homem mais poderoso, atuando como árbitro na crescente Rebelião saxã, um conflito entre a dinastia saliana que governava o Sacro Império Romano e os rebeldes saxões durante o reinado de Henrique IV.

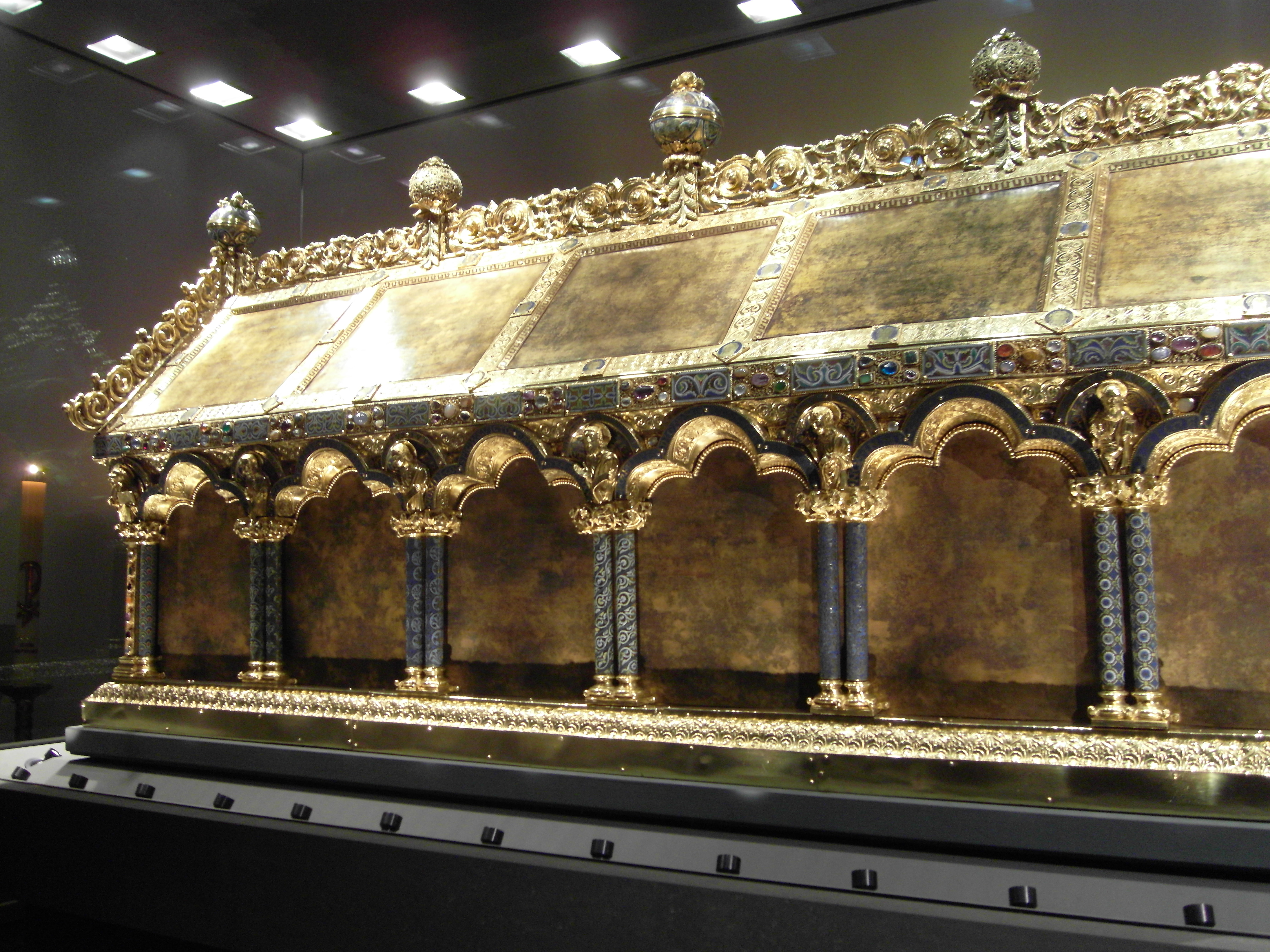
Santuário na Abadia de Michaelsberg, Siegburg

No decorrer dos séculos XII e XIII, a cidade de Colônia alcançou grande prosperidade. O artesanato local floresceu; os fiandeiros, tecelões e tintureiros, os tecelões de lã, ourives, cuteleiros e fabricantes de armaduras de Colônia eram especialmente celebrados. Nenhuma cidade ao norte dos Alpes era tão rica em grandes igrejas, santuários, relíquias e comunidades religiosas. Era conhecida como a “Roma alemã”. Com o crescimento da prosperidade municipal, aumentava também o orgulho dos cidadãos e o desejo de independência, fazendo com que se sentissem mais insatisfeitos com a soberania do arcebispo. Isso resultou em rixas amargas entre os bispos e a cidade, que duraram dois séculos. A primeira revolta ocorreu sob a administração de Anno II, na Páscoa do ano de 1074. Os cidadãos se levantaram contra o arcebispo, mas foram derrotados em três dias e severamente punidos. Foi relatado que ele se aliou a Guilherme, o Conquistador, rei da Inglaterra, contra o imperador. Tendo se livrado dessa acusação, Anno não participou mais dos negócios públicos e morreu em Colônia em 4 de dezembro de 1075. Foi enterrado na Abadia de Michaelsberg em Siegburg.

## Veneração
Anno foi canonizado em 1183 pelo Papa Lúcio III. Foi fundador ou cofundador de mosteiros (Michaelsberg, Grafschaft, St. Maria ad Gradus, São Jorge, Saalfeld e Affligem) e construtor de igrejas, defendeu o celibato clerical e introduziu uma disciplina estrita em vários mosteiros. Era um homem de grande energia e habilidade, cuja ação em reconhecer Alexandre II, como o papa legítimo, foi da maior importância para Henrique IV e para a Alemanha. Ele é o patrono dos sofredores de gota.
Anno foi o tema de duas importantes obras literárias, a latina Vita Annonis Minor e o alto-alemão médio Annolied.